# 大陆海军
大陸海軍（英語：Continental Navy）是美國獨立戰爭期間北美十三州（後來的美國）的海軍。

## 歷史
大陸海軍的艦隊成立於1775年10月13日，在整個獨立戰爭期間發展成為一支相對強大的力量，1776年埃塞克·霍普金斯准將負責指揮這支艦隊。
由於缺乏可供海軍使用的資金，最初的大陸海軍艦隊由幾艘經過改裝的商船組成，在與英國的陸戰中，早期的美國領導人認為海軍是次要的。大陸海軍在攔截英國物資運輸和擾亂英國海上貿易的主要目標方面取得了不同程度的成功，但總體而言，大陸海軍僅在有限的情況下取得了成功，最終對戰爭結果影響甚微。然而，大陸海軍之艦隊確實凸顯了北美十三州欲脫離英國統治的決心並鼓舞了美國士氣。隨著大陸軍在獨立戰爭中取得勝利，海軍被解散，僅存的幾艘艦船和資產被賣掉。
大陸海軍是現代美國海軍的第一個前身。